# Bahnhof Kutno
Der Bahnhof Kutno ist ein Bahnhof in Kutno in der Woiwodschaft Łódź in Polen.

## Geschichte
Der Bahnhof wurde 1861 eröffnet und ist Kreuzungsbahnhof der Bahnstrecken Warszawa–Poznań, Łódź Widzew–Kutno, Kutno–Piła und Kutno–Brodnica. Es halten Züge der Bahnunternehmen PKP, Koleje Mazowieckie, Koleje Wielkopolskie, Łódzka Kolej Aglomeracyjna und Polregio.
Der Bahnhof gehört zu den wichtigsten Bahnhöfen der Woiwodschaft Łódź. In Richtung Poznań existiert der Güterbahnhof Kutno Azory. An dem dort am 15. Mai 1930 eröffneten Haltepunkt Azory (seit 13. Dezember 2020 Kutno Azory) halten nur die Züge der Strecke Kutno–Brodnica.

## Modernisierung
2011 wurde die Sanierung des Bahnhofs begonnen. Am 11. Juni 2012 wurde der renovierte Bahnhof für den Fahrgastbetrieb wieder eröffnet. Insgesamt kostete der Umbau 13 Millionen Złoty.

## Galerie

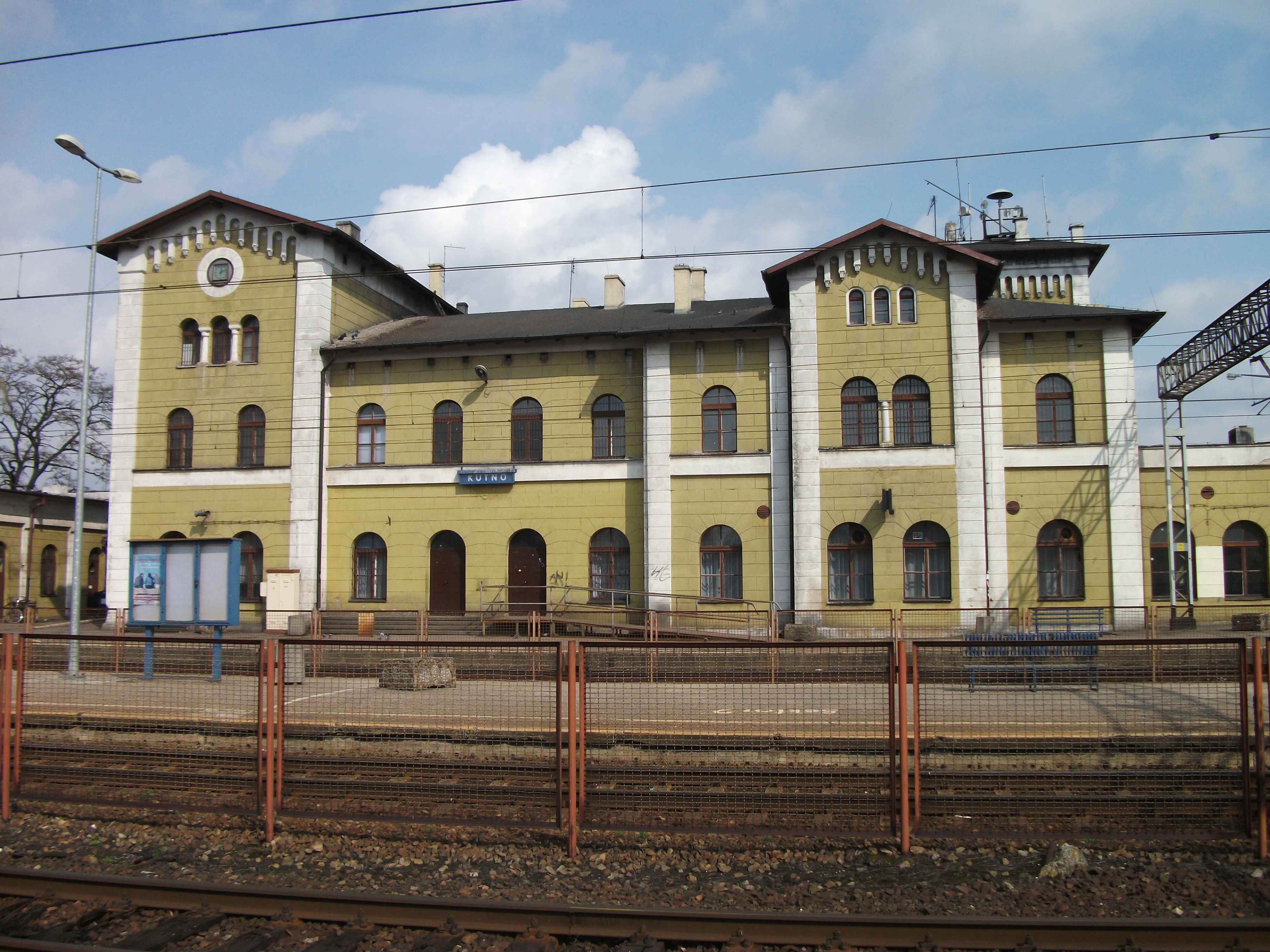
Bahnhof von der Bahnsteigseite
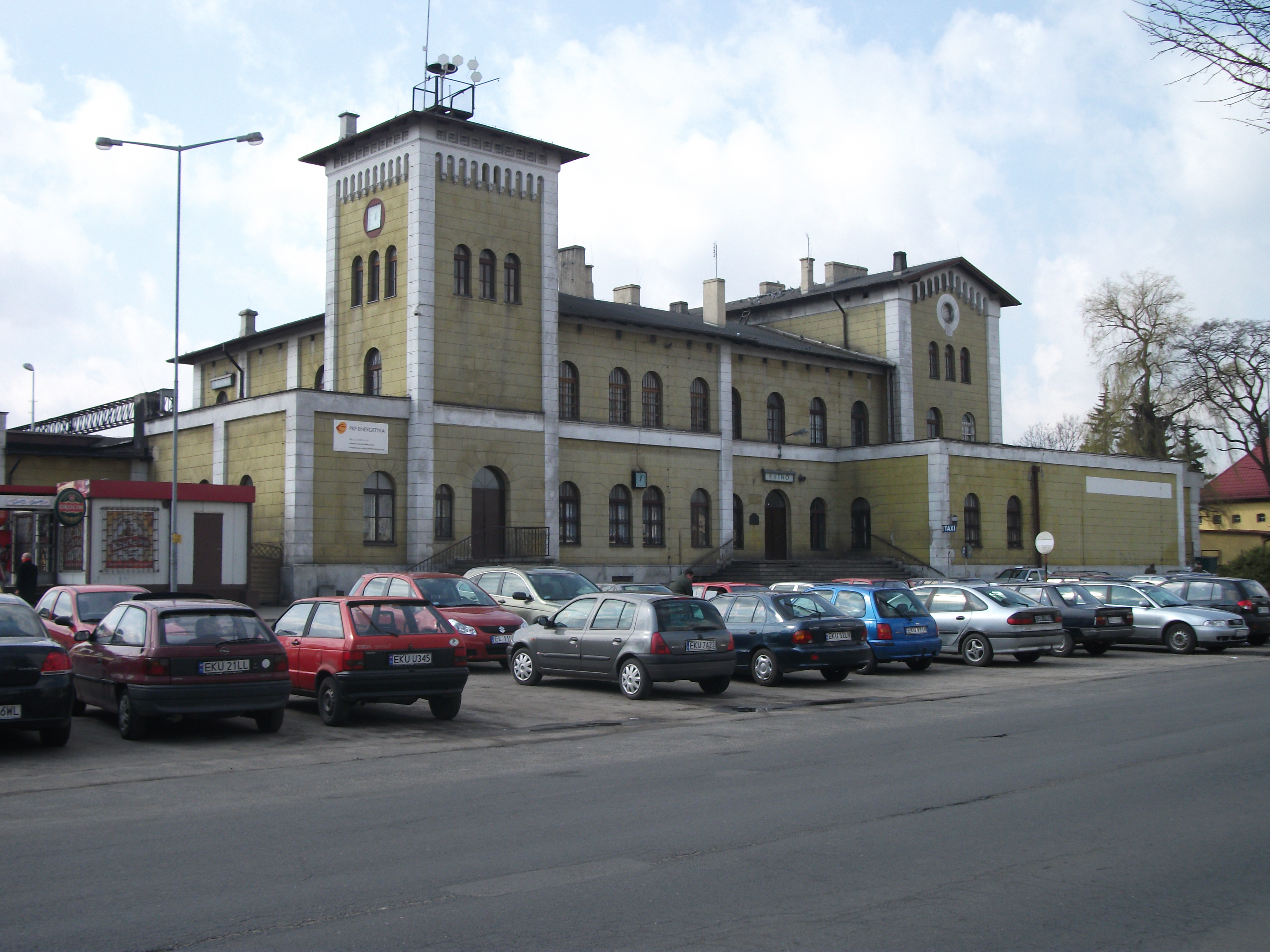
Bahnhof von der Stadtseite
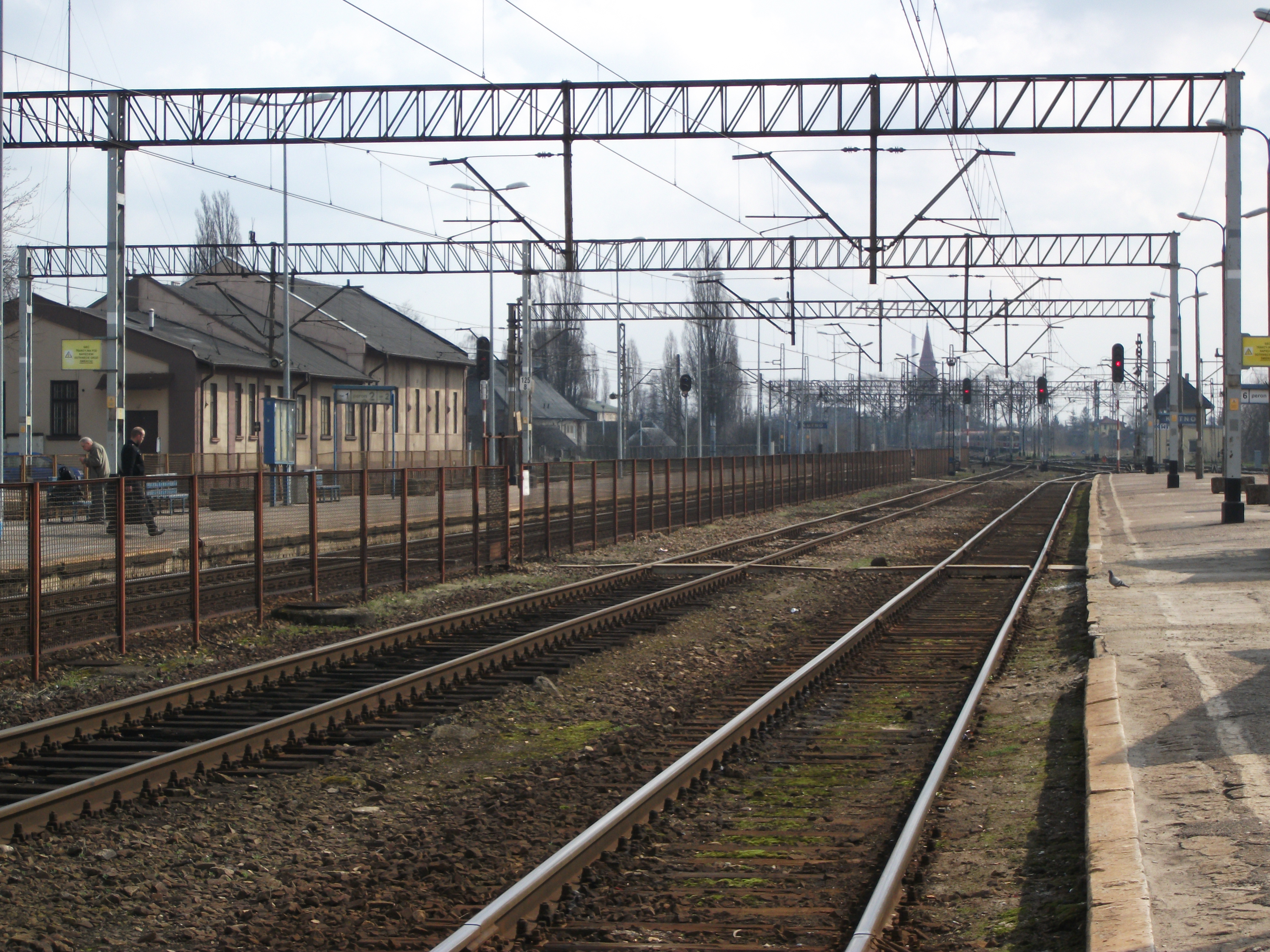
Blick nach Osten
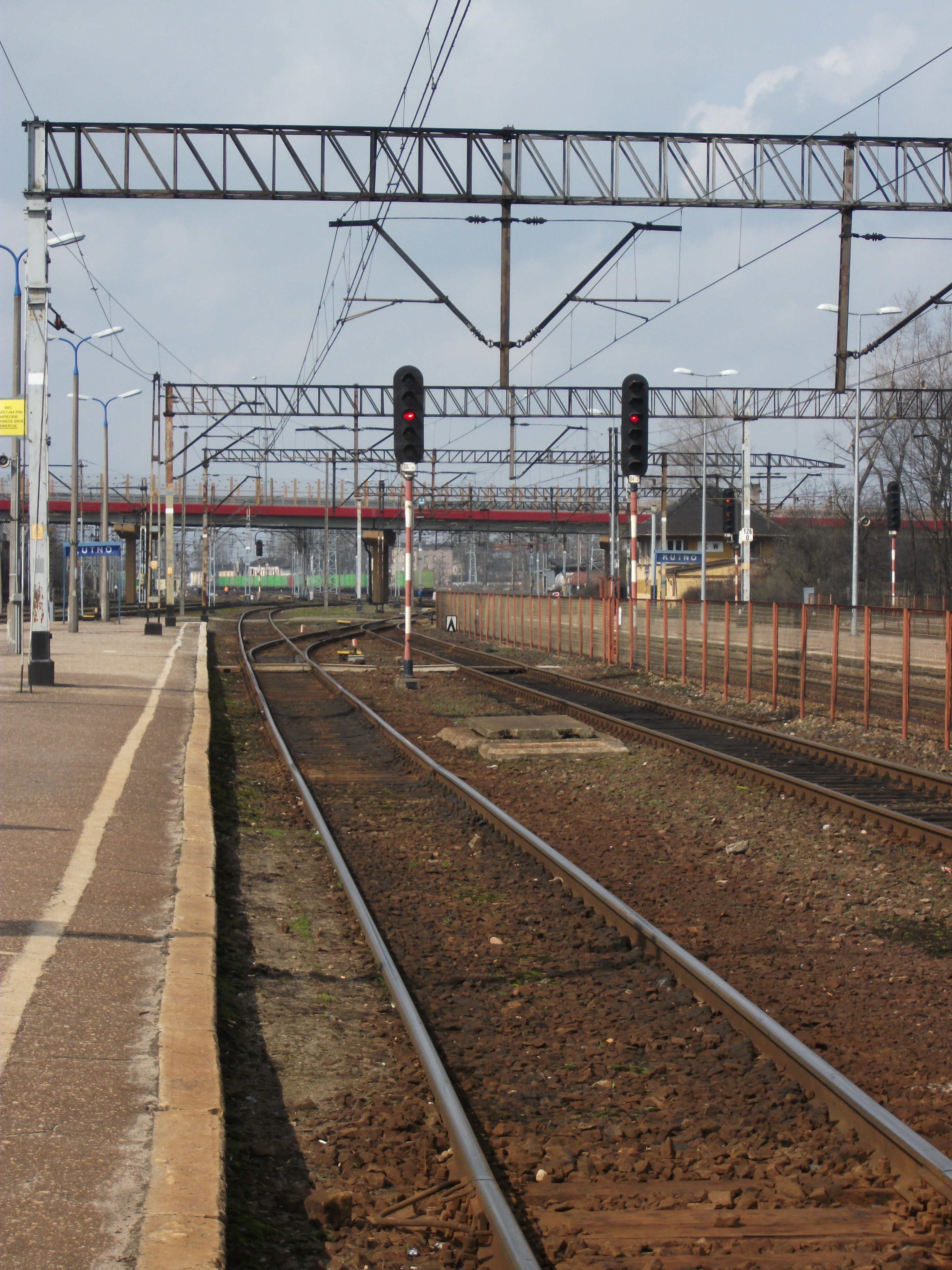
Blick nach Westen
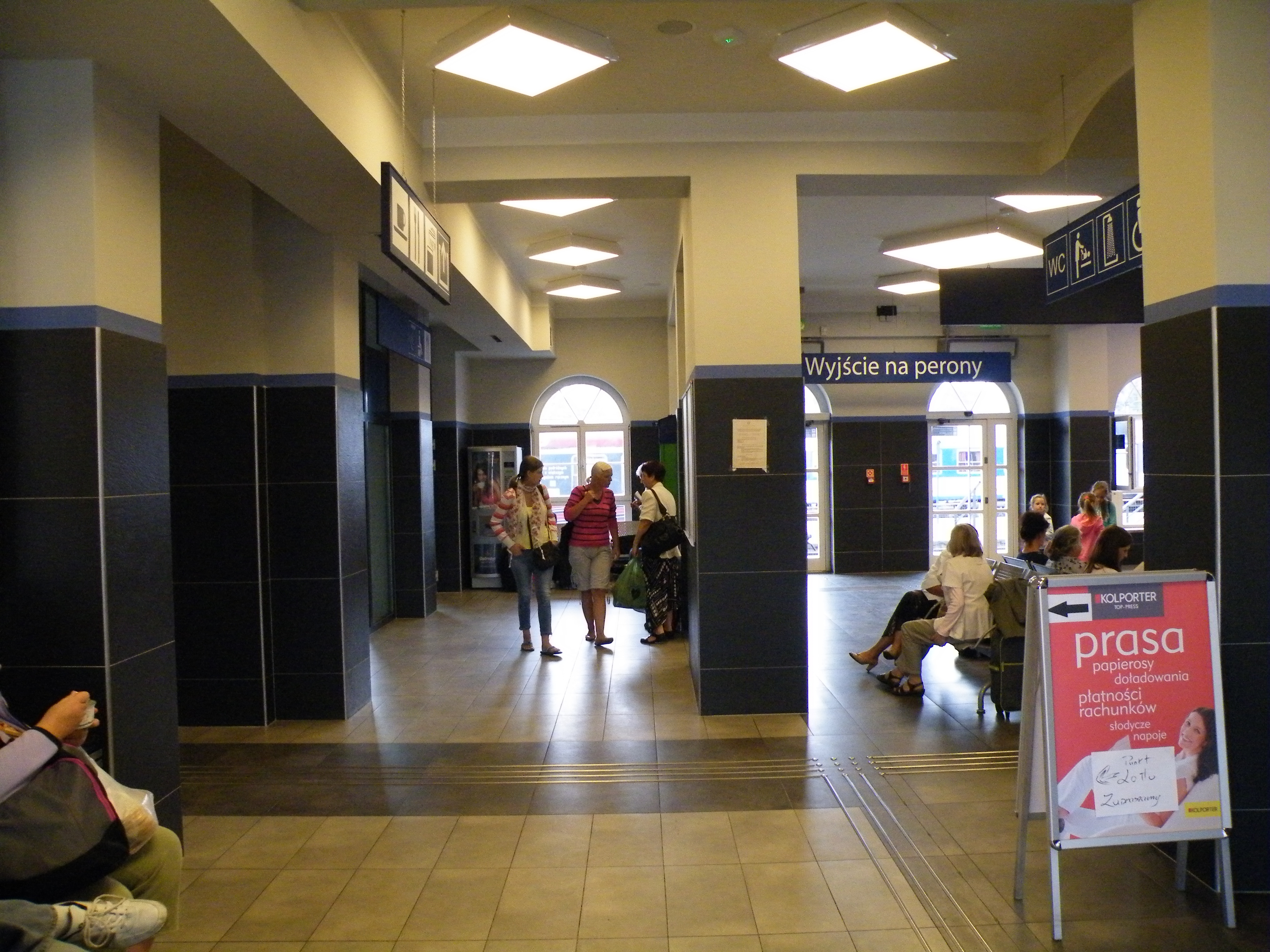
Innenansicht
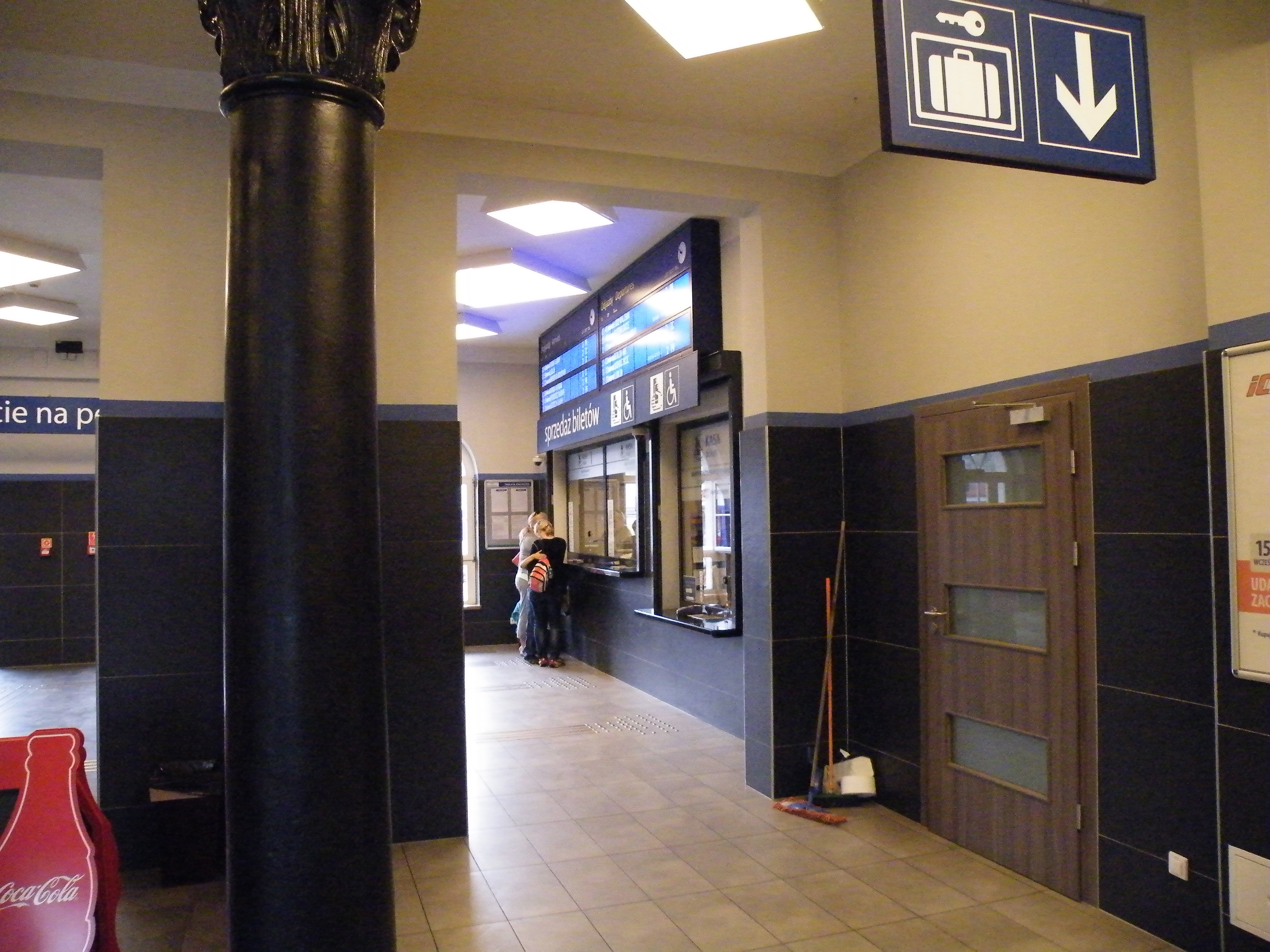
Fahrkartenschalter